# Synagoge (Mende)

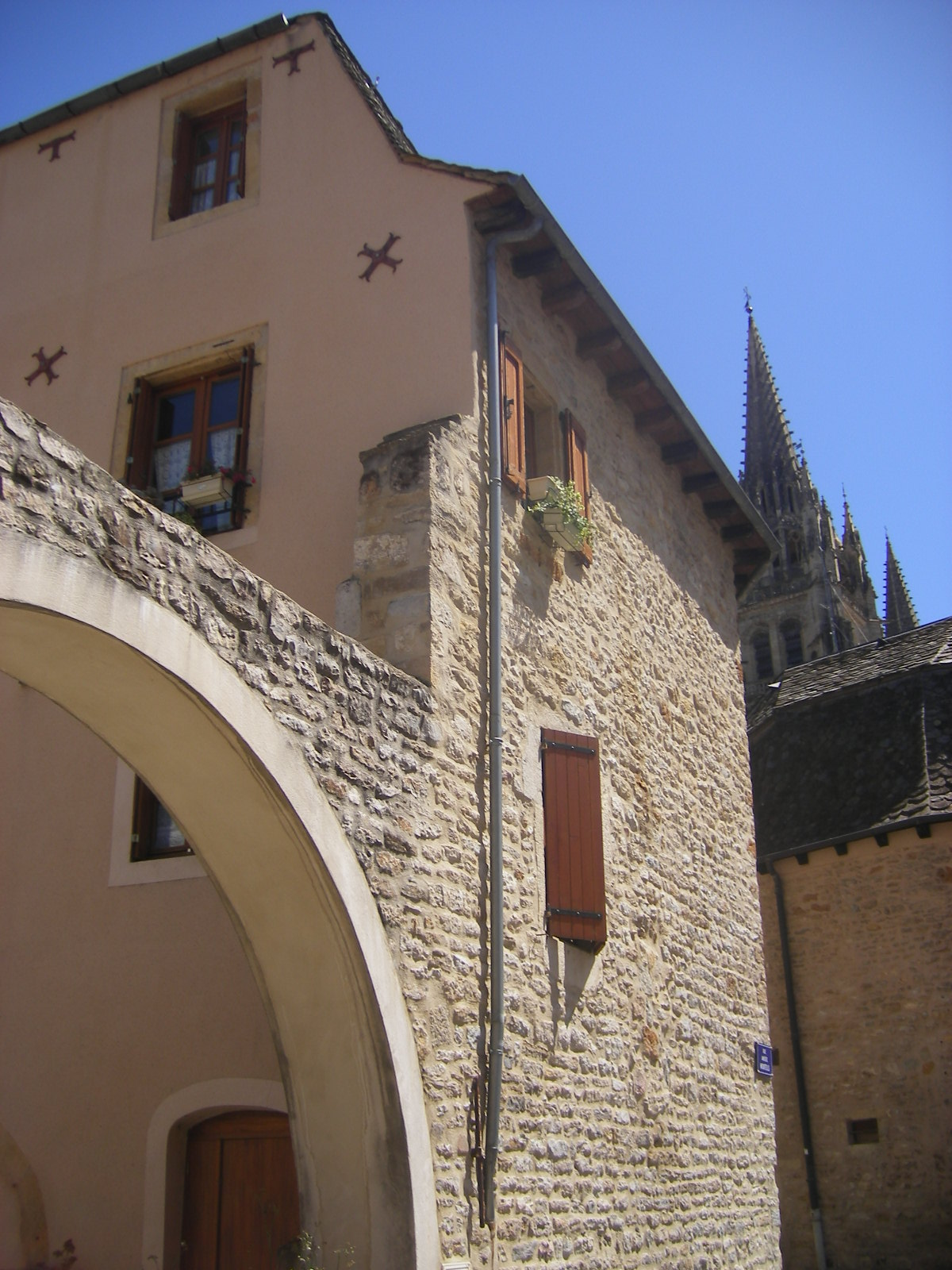
Ehemalige Synagoge in Mende

Die Synagoge in Mende, einer französischen Gemeinde im Département Lozère der Region Okzitanien, wurde im Mittelalter errichtet. Die ehemalige Synagoge in der Rue Notre-Dame Nr. 17 ist seit 1998 ein geschütztes Baudenkmal (Monument historique).
Eine jüdische Gemeinde in Mende ist in der Zeit von 1229 bis zur Vertreibung der Juden in Frankreich im Jahr 1306 nachgewiesen. Ab 1310 wurde das Synagogengebäude von einer religiösen Gemeinschaft bis zur Revolution genutzt. Danach wurde das Gebäude als Nationalgut versteigert und zu einem Wohnhaus umgebaut.
In den 1970er Jahren wurde das Gebäude renoviert.